# ماریو فلیچانی
ماریو فلیچانی (انگلیسی: Mario Feliciani؛ ‏ ۱۲ مارس ۱۹۱۸ – ۱۱ اوت ۲۰۰۸) بازیگر اهل ایتالیا بود. 
از فیلم‌ها یا برنامه‌های تلویزیونی که وی در آن نقش داشته است، می‌توان به پیرینو، پزشک اس.ای.یو.بی.، راز لباس سرخ، عمر مختار و راهبهٔ مونتزا اشاره کرد.